# Anna-Maria Ravnopolska-Dean

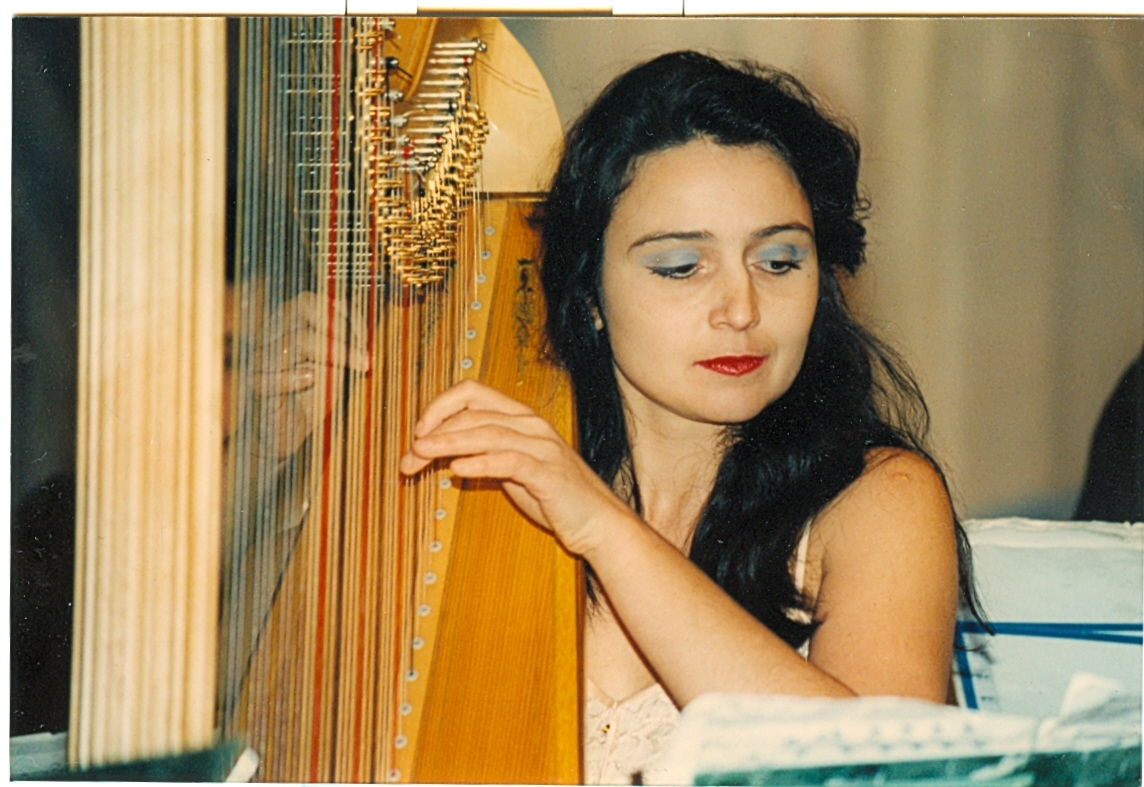
Anna-Maria Ravnopolska-Dean

Anna-Maria Ravnopolska-Dean (bulgarisch Анна-Мария Равнополска-Дийн; * 3. August 1960 in Sofia) ist eine bulgarische Harfenistin, Komponistin und Musikwissenschaftlerin.

## Biografie
Ravnopolska-Dean studierte bei dem italienischen Harfenisten und Professor Liana Pasquali und anschließend beim spanischen Harfenisten Nicanor Zabaleta. Sie setzte ihre Ausbildung in den USA fort bei Susann McDonald, an der Indiana University, Bloomington, wo sie das Künstler Diplom (Artist Diploma) erwarb. 1992 debütierte sie in der New-Yorker Carnegie Hall.
Im Jahre 1992 war sie Mitbegründerin der Amerikanischen Universität in Bulgarien. Sie unterrichtet Harfe und Klavier, gelegentlich gibt sie Unterricht zu musikwissenschaftlichen Themen.
Im Jahre 2003 schrieb sie ihre erste Komposition „Improvisation“ im Stil bulgarischer Volksmusik.

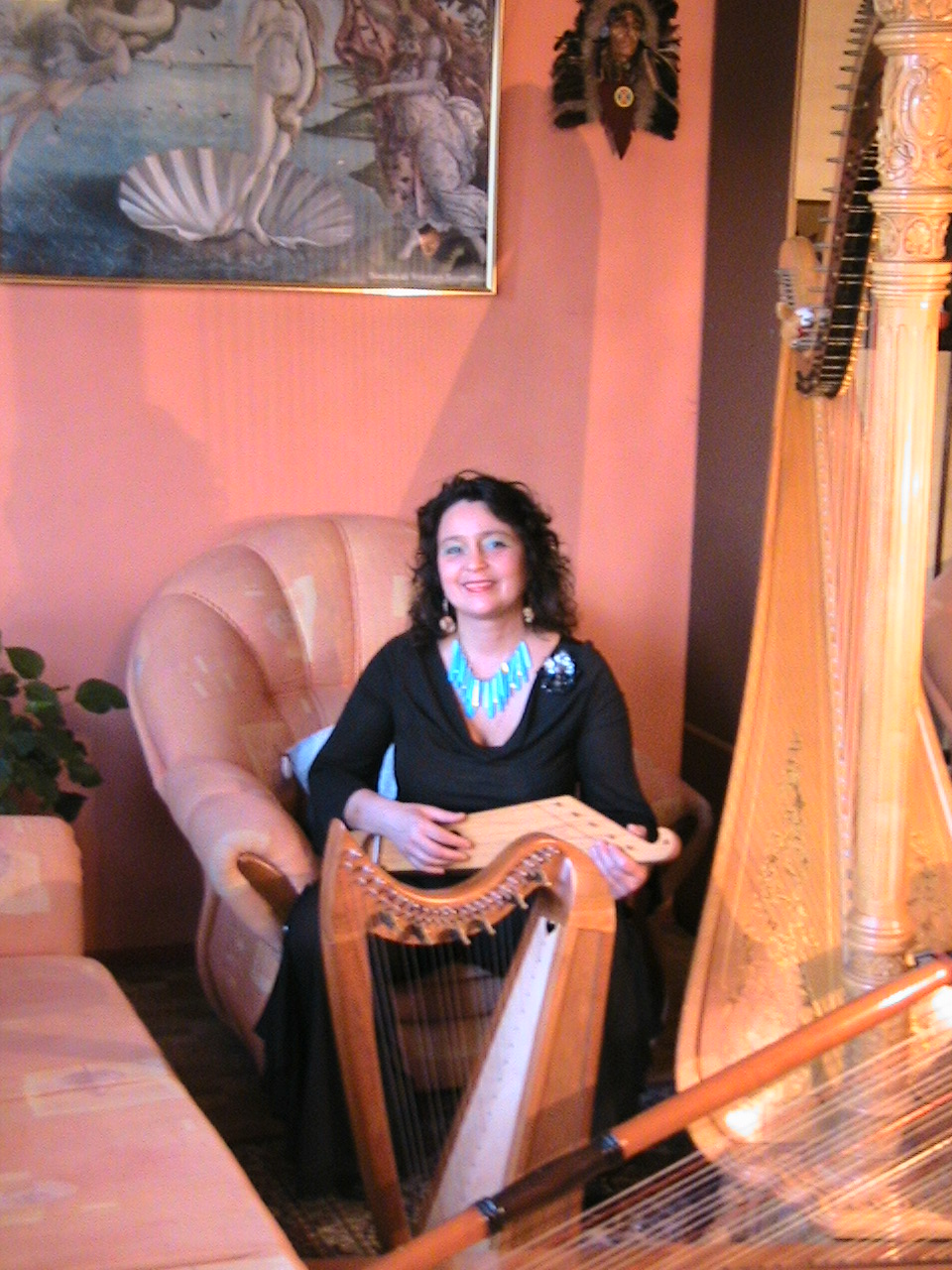
Anna-Maria Ravnopolska-Dean mit verschiedenen Harfen

## Veröffentlichungen

### Bücher und Artikel
- Modeling orchestration on harp techniques in the works of Wagner, Smetana and Stravinski, “WHC Review”, to be published
- The Harp in the orchestral works of Bulgarian Composers (1900–1930) "Music yesterday-today", 2002
- The Harp as a Coloristic Instrument in the Beginning of the Twentieth Century, 200 pp., ISBN 954-90353-9-5, Music Society “Vassil Stefanov”, 2001
- The Harp as a Coloristic Instrument in the works of Claude Debussy, “Musical Horizons”, vol. 7 - 8, 2001, 21- 25, 27 - 33.
- Transcriptions for solo harp, Sofia String Institute, 1995
- Regular contributor to the World Harp Congress Review, 1981- present
- Arrangements for solo harp: Granados, Valses Poeticos, Albeniz, Suita Espagnol, 1988

### Kompositionen
- Improvisation (Harfe), 2003
- Die Schildkrötens Schloss (Harfe), September 2003
- Vier Haikukompositionen (Harfe), Oktober 2003
- Waltz und Berceuse (Klavier), November 2003
- Rap Tango (Harfe), November 2003
- Suite (8 Tänzen): Ländler, Tango, Fandango, Horo, Kazachok, Arabische Tanz, Pavane.(Harfe) April 2004
- Traviata - Fantasie, (Harfe) Juni 2005
- Zwei Haikukompositionen (Harfe), Februar 2006
- Der Mystische Trompeter (Walt Whitman)(Harfe), Februar 2006
- Fünf Haikukompositionen - Solo Honkadorae Renga (Harfe), Februar 2006

## Diskografie
- Bulgarian Harp Favorites, CD 2003
- Legende: French Music for Harp, 1999
- Harpist at the Opera (honoring the Donizetti bicentennial), CD, 1997
- Harps of the Americas (Paraguayan and pedal harps), CD, 1996
- Erich Schubert Pop Harp Festival, 1994
- A Harpist's Invitation to the Dance, 1992